# Altamont (Utah)
Altamont és un poble del Comtat de Duchesne a l'estat de Utah (Estats Units d'Amèrica).

## Demografia
Segons el cens del 2000, Altamont tenia 178 habitants.
, 58 habitatges, i 44 famílies. La densitat de població era de 429,5 habitants per km².
Dels 58 habitatges en un 46,6% hi vivien nens de menys de 18 anys, en un 63,8% hi vivien parelles casades, en un 8,6% dones solteres, i en un 24,1% no eren unitats familiars. En el 22,4% dels habitatges hi vivien persones soles el 15,5% de les quals corresponia a persones de 65 anys o més que vivien soles. El nombre mitjà de persones vivint en cada habitatge era de 3,07 i el nombre mitjà de persones que vivien en cada família era de 3,64.
Per edats la població es repartia de la següent manera: un 38,8% tenia menys de 18 anys, un 9,6% entre 18 i 24, un 20,2% entre 25 i 44, un 20,8% de 45 a 60 i un 10,7% 65 anys o més.
L'edat mediana era de 26 anys. Per cada 100 dones de 18 o més anys hi havia 81,7 homes.
La renda mediana per habitatge era de 28.750 $ i la renda mediana per família de 29.250 $. Els homes tenien una renda mediana de 32.750 $ mentre que les dones 20.833 $. La renda per capita de la població era de 10.814 $. Entorn de l'11,1% de les famílies i el 12,8% de la població estaven per davall del llindar de pobresa.

## Poblacions properes
El següent diagrama mostra les poblacions més properes.